# ACS Applied Electronic Materials
ACS Applied Electronic Materials (nach ISO 4-Standard in Literaturzitaten mit ACS Appl. Electron. Mater. abgekürzt) ist eine monatlich erscheinende Fachzeitschrift, die von der American Chemical Society herausgegeben wird. Die Erstausgabe erschien im Januar 2019. Die interdisziplinäre Fachzeitschrift veröffentlicht Artikel zur Originalforschung von elektronischen Materialien.
Aktueller Chefredakteur ist Professor Kirk S. Schanze von der University of Texas at San Antonio (Texas, Vereinigte Staaten).